# Sonate K. 534
La sonate K. 534 (L.11) en ré majeur est une œuvre pour clavier du compositeur italien Domenico Scarlatti.

## Présentation
La sonate K. 534 en ré majeur, notée Cantabile, forme un couple avec la sonate suivante en style de toccata. La K. 534 se développe en imitation libre, avec des fusées et des allusions à l'ouverture française, comme aux mesures 1–2, 5–6 et 10–11, etc. ; le tout entrecoupé de nombreuses touches espagnoles (acciaccatures).

## Manuscrits
Le manuscrit principal est le numéro 21 du volume XIII (Ms. 9784) de Venise (1757), copié pour Maria Barbara ; les autres sont Parme XV 21 (Ms. A. G. 31420), Münster I 69 (Sant Hs 3964), Vienne D 19 (VII 28011 D), Cambridge, Fitzwilliam Ms. 32 F 12 (no 27), Barcelone Ms. M 1964 (no 9).

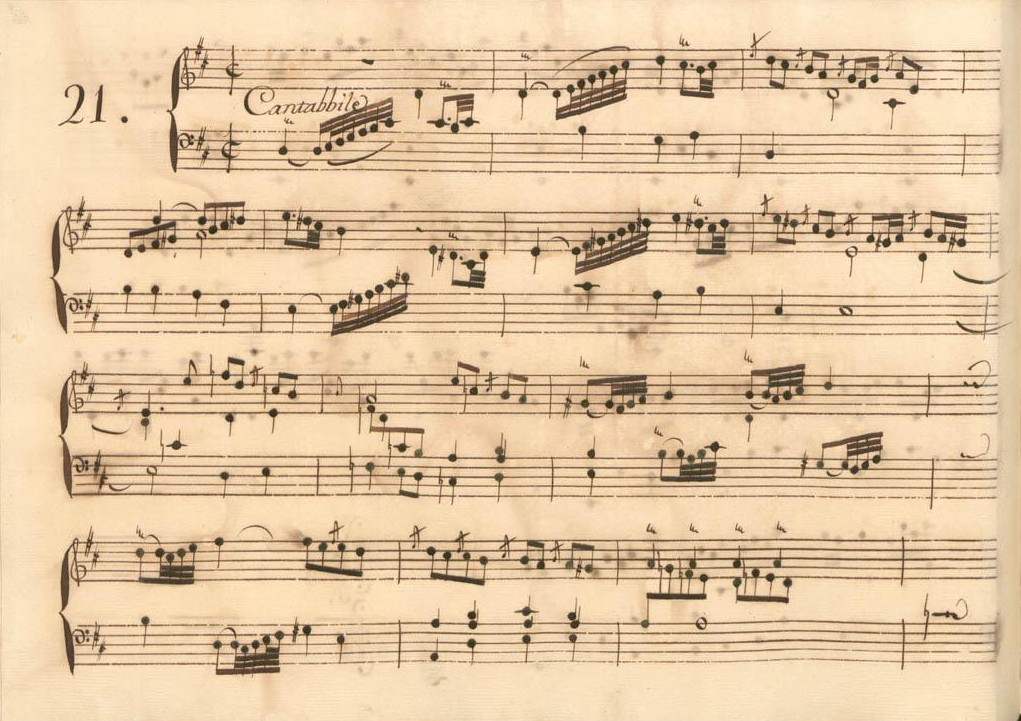
Parme XV 21.
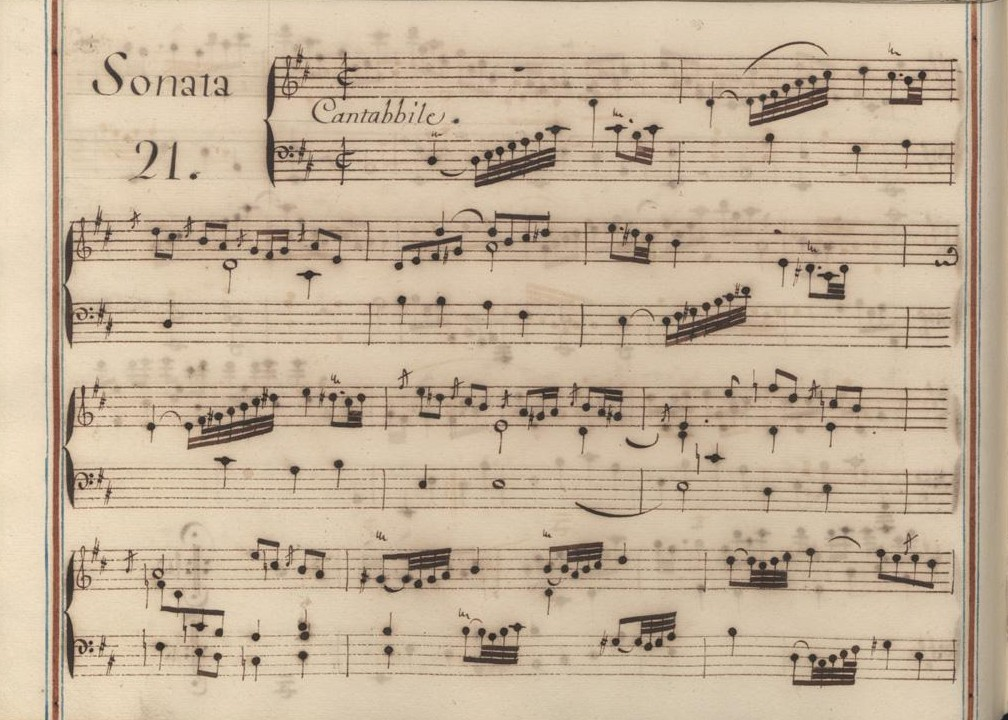
Venise XIII 21.
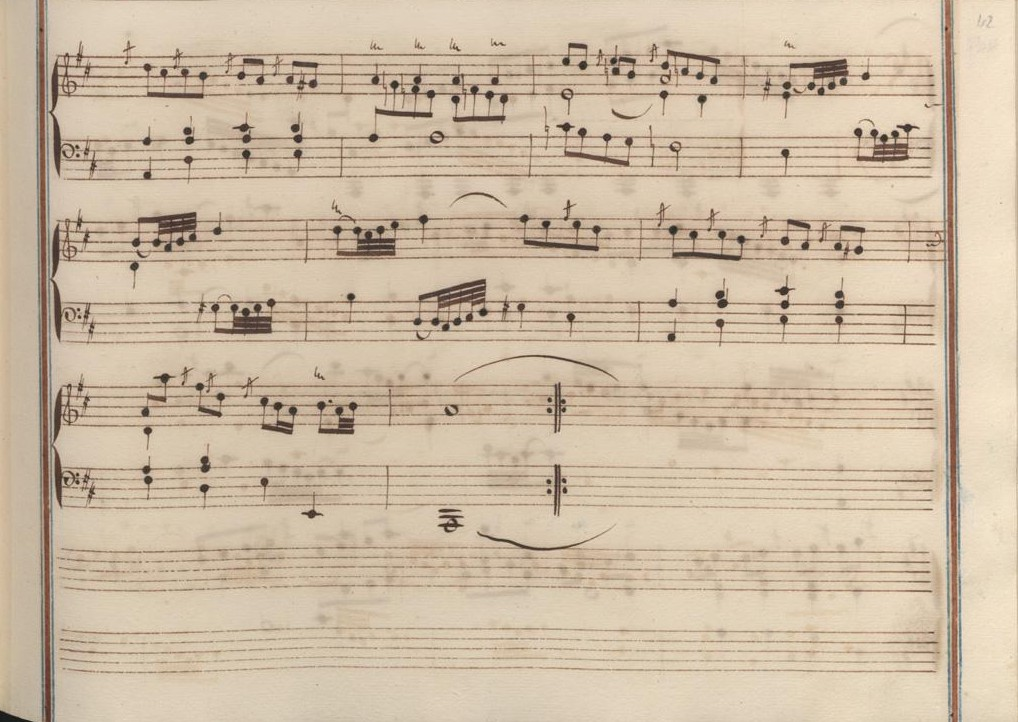
Venise XIII 21 (fin de la première section).

## Interprètes
La sonate K. 534 est défendue au piano notamment par Christian Ihle Hadland (2018, Simax) et Lucas Debargue (2019, Sony) ; au clavecin par Huguette Dreyfus (1978, Denon), Scott Ross (1985, Erato), Ursula Duetschler (1988, Claves), Richard Lester (2004, Nimbus, vol. 5) et Pieter-Jan Belder (Brilliant Classics, vol. 12).

## Sources
: document utilisé comme source pour la rédaction de cet article.
- Ralph Kirkpatrick (trad. de l'anglais par Dennis Collins), Domenico Scarlatti, Paris, Lattès, coll. « Musique et Musiciens », 1982 (1re éd. 1953 (en)), 493 p. (ISBN 978-2-7096-0118-4, OCLC 954954205, BNF 34689181).
- Alain de Chambure, « Domenico Scarlatti : Intégrale des sonates — Scott Ross », Erato (2564-62092-2), 1985 (OCLC 891183737) .
- (en) W. Dean Sutcliffe, The Keyboard Sonatas of Domenico Scarlatti and Eighteenth-Century Musical Style, Cambridge / New York, Cambridge University Press, 2008, xi-400 (ISBN 978-0-521-07122-2, OCLC 1005658462, BNF 42017486).
- (es) Celestino Yáñez Navarro (thèse), Nuevas aportaciones para el estudio de las sonatas de Domenico Scarlatti. Los manuscritos del Archivo de Música de las Catedrales de Zaragoza, Universitat Autònoma de Barcelona, 2016 (lire en ligne)